# Game On, Charles
«Game On, Charles», titulado en español «Juguemos, Charles», es el nombre del primer episodio de la sexta temporada de la serie de televisión de suspenso estadounidense de ABC Family, Pretty Little Liars. Fue estrenado el 2 de junio de 2015 siendo el número 121 de toda la serie. 
En el episodio, Aria, Emily, Hanna, Spencer y Mona vuelven a la casa de muñecas, y están atrapados por 'A' durante más de tres semanas, y sujetas a sus consecuencias. Después de salir de sus habitaciones, los chicas planean escapar de la casa de muñecas. Mientras tanto, en Rosewood, Ezra, Toby, Caleb y Alison hacen todo lo posible para encontrar a las chicas, tratando de ponerse en contacto con 'A' y obtener direcciones a su paradero, además de mantener a la policía lejos de su plan. 
« Game On, Charles » fue visto por 2.38 millones de espectadores, disminuyendo en un 13% la marca respecto a la ‘’premier’’ de la quinta temporada, y obtuvo 1.1 de rating en el rango de adultos 18–49 años, según Nielsen Ratings. El episodio fue recibido con críticas positivas por parte de la prensa de televisión, ya que muchos estaban satisfechos con el tono más oscuro que el show había desarrollado. Además, se expresaron satisfechos con la progresión tan necesaria de la línea de la historia con respecto al misterio 'A'.

## Argumento
Cuando Aria, Emily, Hanna, Spencer y Mona tratan de escapar de la casa de muñecas de A, son vistas por una chica desconocida, que usa un top amarillo, que ha estado en la casa de muñecas durante un largo período de tiempo, debido a las marcas que ella había hecho en la pared. Las chicas quedan encerradas entre muros de alambre electrificado fuera de la casa de muñecas durante dos días, sin comida ni agua hasta que Charles les deja entrar. Sin embargo, Charles ataca a las mentirosas dentro de la casa de muñecas, drogándolas y dejándolas dormidas en una morgue. Cuando se les ordena regresar a sus habitaciones, los chicas son sometidas a más tortura durante las próximas tres semanas.
De vuelta en Rosewood, después de tres semanas de las niñas desaparecidas, Alison entrega una declaración en una conferencia de prensa donde culpa a Andrew Campbell por el secuestro. Sin embargo, resulta que la conferencia de prensa es parte de un plan para atraer 'A' a Alison. Ali evade a la policía y, con la ayuda de Ezra, Caleb y Toby, los distrae para que 'A' pueda venir después por ella.
Después de semanas de tortura, las chicas emergen de sus habitaciones, traumatizados por lo que han pasado y son instruidas para preparar el salón de Ali para su «llegada». Al revisar las cajas, descubren que Charles es un DiLaurentis y que Mona ha estado atrapada durante las últimas semanas. Después de que Hanna encuentre un periódico donde se les informa de cómo su desaparición ha cobrado un peaje a sus familias que tienen poca esperanza de encontrarlas, las chicas se vuelven aún más decididas a escapar. Durante el apagón nocturno, las mentirosas entran a escondidas en la bóveda de Charles y la ponen en llamas para demostrarle que saben de su presunta identidad. Después de ver los daños devastados que el fuego crea dentro de su bóveda, Charles tira de la alarma de incendio para apagar el fuego.
Al tratar de localizar a las niñas, Alison es instruida por 'A' para conducir a un lugar con un coche que él mismo ha proporcionado. 'A' conduce a Ali al Parque Estatal Tyler, y Ezra y Caleb llegan poco después, tras seguirla con un GPS. 'A' espía a Alison a través de los monitores cuando llega cerca de la casa de muñecas, pero Ezra y Caleb alcanzan a Ali poco después. Ali, y los muchachos oyen las campanas de la alarma y ven senderos de humo que vienen del subsuelo. Las mentirosas corren por el pasillo y encuentran a una Mona atrapada en un agujero y la rescatan. Ali, Ezra y Caleb encuentran una puerta cerrada y la abren justo cuando todas las chicas salen corriendo. La teniente Tanner y la policía llegan poco después, justo cuando las mentirosas se reúnen con sus seres queridos.
La policía examina la casa de muñecas, pero no encuentra ninguna pista de Charles. Uno de los policías encuentra a otra chica con un top amarillo en la casa de muñecas que dice ser Sara Harvey, la chica que desapareció el día después de que Alison. Spencer le dice a Toby que saben cuál es el verdadero nombre de 'A' y Toby le dice que la policía sospecha que Andrew es su tormento, y Emily le pregunta a Ali si ella sabe quién es Charles DiLaurentis.

## Producción
«Game On, Charles» fue escrito por I. Marlene King y Lijah J. Barasz, y fue dirigido por Chad Lowe. Barasz reveló que ella escribió las partes fuera de la casa de muñecas de A, mientras que King las escenas en las cuales las mentirosas están dentro de la casa. El título del estreno, «Game On, Charles», fue revelado por King después del final de la quinta temporada. La lectura para el estreno comenzó el 23 de marzo de 2015. La filmación del inicio de la sexta temporada comenzó el 24 de marzo de 2015 y terminó el 1 de abril de 2015. El episodio incluyó las canciones «Do not Fence Me In» de Cole Porter, «Don't Sit Under the Apple Tree» de Glenn Miller, «Walkin 'After Midnight» de Patsy Cline y «Hush, Little Baby» que fue cantado por Janel Parrish. El episodio se centra en el cautiverio de las chicas en la casa de muñecas donde están atrapadas por más de tres semanas. También se centra en Ezra, Caleb, Toby y Alison, ya que tratan de localizar a las niñas.

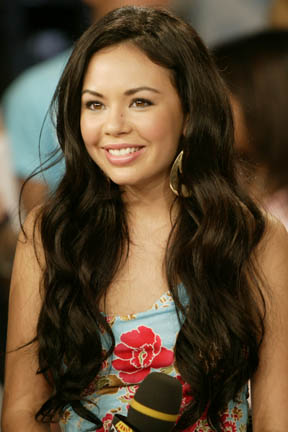
Janel Parrish confirmó que volvía a formar parte del elenco regular.

Janel Parrish confirmó en una entrevista que estaría regresando a la sexta temporada de la serie como reparto regular después de su personaje, Mona Vanderwaal, supuestamente fuera asesinada en el mid-final de la temporada 5. En el episodio anterior, —«Welcome to the Dollhouse»— se reveló que Mona estaba viva y había sido detenida en la casa de muñecas de A. Titus Makin Jr. fue anunciado para ser interpretado como Lorenzo, un policía asignado para vigilar a Alison, y convertirse en su pareja.
El productor ejecutivo Oliver Goldstick reveló en una entrevista que la primera mitad de la sexta temporada, constaría de 10 episodios en lugar de 12, al igual que las temporadas anteriores y se ocupará casi exclusivamente del misterio de Charles DiLaurentis y cada pregunta de misterio "A", sin respuesta desde la comienzo de la serie.  I. Marlene King a su vez, comentó sobre dónde comenzaría el estreno y dijo: «Comenzaremos la próxima temporada justo donde nos quedamos, con las chicas atrapadas y sin salir de inmediato", agregando que «la temporada seis tiene lugar en un período muy condensado de tiempo». En una entrevista con Entertainment Tonight, King comentó sobre la primera parte de la sexta temporada y el estreno, ya que dijo «se pone tan oscuro como podríamos ir en Pretty Little Liars».
En cuanto a quién es "A", King dijo: «Sabíamos que Mona era la original A, pero no sabíamos cuánto tiempo podíamos sostener esa historia antes de saber que iba a haber un Big A para seguir esa historia, y nos mantuvo fieles a esos personajes».[13] Por otro ladom reveló en una entrevista con BuzzFeed que debido a la frustración de la audiencia, la revelación de 'A' se trasladó del final de la serie a la sexta temporada a mediados de temporada final. Continuó diciendo que «los fans han sido muy pacientes, y siento que los empujamos lo más lejos que pudimos». La historia de Charles fue lanzada por King a los escritores después del final de la segunda temporada, después de la revelación de Mona como 'A'.

«Cuando terminábamos esa historia, empecé a asustarme. Yo estaba como, no quiero escribir un episodio más sin saber quién iba a robar el juego de ella. Diré que por dos o tres episodios, hubo tres personas que iban a ser 'A', y luego tuvimos unos dos episodios en y me lanzó a la sala de esta nueva idea de que no era ninguno de los tres y Le conté la historia de Charles y la boca de todos se cayó».
I. Marlene King, a BuzzFeed

Por último, Joseph Dougherty, productor ejecutivo, expresó su preocupación por la cantidad de material con la que escritores tuvieron que lidiar en la primera mitad de la sexta temporada con el fin de revelar quién es "A", al elaborar los primeros diez episodios. Él siguió llamando a la final de la temporada cuatro «la anterior marca de alta mar para obtener la máxima información de señal a ruido».

## Recepción

### Rating
El capítulo se estrenó en ABC Family el 2 de junio de 2015. Fue visto por 2.38 millones de espectadores y obtuvo 1.1 de rating en el rango de adultos 18–49 años, según Nielsen Ratings, siendo el episodio estreno menos visto de la serie —promedió un 12% menos que el estreno de la quinta, «EscApe From New York». El episodio fue el número 121 consecutivo número uno para la serie en las mujeres de 12 a 34 años de edad con un promedio de 2.4 (que se traduce como 1,1 millones de espectadores), así como el 80 número número uno en las mujeres 18–49 demográfica, con una media de 1.1 (1,3 en millones), y 84 en mujeres de 12–34. El episodio también generó más de un millón de tuits, lo que ayudó a contribuir a la contabilidad de la serie, que acumuló más de 110 millones de tuits desde su debut, en junio de 2010. El programa también se convirtió en número uno de televisión por cable de programación de televisión por cable en toda la semana.

### Crítica
El episodio recibió críticas mixtas y positivas por parte de la prensa. Muchos críticos estaban contentos con el estreno, con muchos comentarios sobre el enfoque de las niñas a descubrir quién es realmente 'A'. Mark Trammell, de TVEquals, calificó el episodio de «estreno bastante sólido» y expresó su entusiasmo de cómo la lluvia de los eventos en el estreno afectará el resto de la temporada. Kelsey, de Melty llamó el estreno «asombroso».
Gavin Hetherington de SpoilerTV citó este episodio como el mejor estreno de la serie hasta la fecha. Lo llamó un «estreno estelar» y continuó diciendo que el episodio estaba «lleno de grandes momentos —tanto aterradores como satisfactorios— y mostró a las chicas que realmente empiezan a tomar el control y luchar». Por otro lado, para Entertainment Weekly, Isabella Biedenharn mencionó el tono más oscuro que tiene el show, cuando dijo que «PLL siempre ha sido algo aterrador, pero este episodio se acercó a los niveles de películas de terror». Ella siguió diciendo que el estreno dio un montón de preguntas, ya que comentó: «esta temporada se está convirtiendo en un doozy».
Paul Dailly de TV Fanatics elogió el desempeño de las actrices cuando dijo: «esto probó todas sus dotes de actuación en una escala nunca vista en este programa. ¿Alguien más quería abrazar a Mona?». A su vez, él fue más negativo hacia el episodio mismo mientras que él dijo «‹Game On, Charles› fue un asunto bastante decepcionante, considerando la orden del episodio en esta temporada, ellos realmente podrían haber cabido mucho más adentro. Por mucho que ame el sarcasmo de las muchachas, algo de eso podría haber sido negociado para algunas respuestas más. Sí, necesitamos eso cuando estamos seis temporadas adentro».
Nick Campbell de TV.com dio una crítica negativa, ya que criticó la trama realista de la serie, diciendo: «Hay mucho de lo que pasó en la última escena que es difícil de tragar si todavía eres el tipo de espectador que quería ver cosas con sentido; no te culpo, solo eres humano, pero este espectáculo ya no tiene interés en ser realista». Jessica Goldstein de Vulture, dio al estreno 3/5 puntos, también haciendo mención a la trama realista de la serie «Este programa es 100% ilógico. No estoy completamente segura de que algo que pasó en el episodio del martes por la noche haya tenido sentido, aunque sea un poco de sentido, como, ‹Oh, supongo que si lo miras de una manera complicada, ángulo extraño, y no hacer demasiadas preguntas, entonces si...›».